# Zipser
Los alemanes zipser o zipser (en alemán: Zipser, en rumano: Ţipţeri, en húngaro: Cipszer) son alemanes étnicos (dialecto alemán zipser) que se desarrolló en el condado de Szepes (alemán, Zips, eslovaco: Spiš) de la Alta Hungría (hoy casi en su totalidad en Eslovaquia) cuando esa región fue colonizada por gente de Alemania central a inicios del siglo XIII. A partir de al menos el siglo XVIII, muchos miembros de este grupo étnico emigraron al sur de Bukovina (alemanes de Bucovina), Maramureș (parte de los alemanes de Rumania) y Transilvania (sajones de Transilvania). Los alemanes zipser de Eslovaquia entran en el grupo mayor de alemanes de los Cárpatos. El expresidente eslovaco Rudolf Schuster es en parte alemán zipser.
En el transurso de la Segunda Guerra Mundial y después de ella, la mayor parte de los alemanes zipser de Eslovaquia sufrieron la confiscación de sus bienes y fueron sufrieron la confiscación de sus bienes y fueron expulsados de su tierra natal). Una comunidad de hablantes de germanoparlantes permanece en la localidad de Chmeľnica (Hopgarten) (su dialecto local es conodido como Outzäpsersch, en alemán Altzipserisch, "antiguo zipser"). mientras que otros viven en Rumania, donde ellos y otros grupos germanófonos son representados por el Foro Democrático de los Alemanes en Rumania (FDGR/DFDR). Algunas loacalidades del actual distrito de Suceava que eran habitadas por un número significativo de alemanes zipser son Iacobeni (Jakobeny), Cârlibaba (Mariensee/Ludwigsdorf), y Fundu Moldovei (Louisenthal).